# Morainville-Jouveaux
 (mars 2024).
 (mars 2024).
Si vous disposez d'ouvrages ou d'articles de référence ou si vous connaissez des sites web de qualité traitant du thème abordé ici, merci de compléter l'article en donnant les références utiles à sa vérifiabilité et en les liant à la section « Notes et références ».
 (mars 2024).
La mise en forme du texte ne suit pas les recommandations de Wikipédia : il faut le « wikifier ».
Les points d'amélioration suivants sont les cas les plus fréquents. Le détail des points à revoir est peut-être précisé sur la page de discussion.
- Les titres sont pré-formatés par le logiciel. Ils ne sont ni en capitales, ni en gras.
- Le texte ne doit pas être écrit en capitales (les noms de famille non plus), ni en gras, ni en italique, ni en « petit »…
- Le gras n'est utilisé que pour surligner le titre de l'article dans l'introduction, une seule fois.
- L'italique est rarement utilisé : mots en langue étrangère, titres d'œuvres, noms de bateaux, etc.
- Les citations ne sont pas en italique mais en corps de texte normal. Elles sont entourées par des guillemets français : « et ».
- Les listes à puces sont à éviter, des paragraphes rédigés étant largement préférés. Les tableaux sont à réserver à la présentation de données structurées (résultats, etc.).
- Les appels de note de bas de page (petits chiffres en exposant, introduits par l'outil «  Source ») sont à placer entre la fin de phrase et le point final[comme ça].
- Les liens internes (vers d'autres articles de Wikipédia) sont à choisir avec parcimonie. Créez des liens vers des articles approfondissant le sujet. Les termes génériques sans rapport avec le sujet sont à éviter, ainsi que les répétitions de liens vers un même terme.
- Les liens externes sont à placer uniquement dans une section « Liens externes », à la fin de l'article. Ces liens sont à choisir avec parcimonie suivant les règles définies. Si un lien sert de source à l'article, son insertion dans le texte est à faire par les notes de bas de page.
- La présentation des références doit suivre les conventions bibliographiques. Il est recommandé d'utiliser les modèles {{Ouvrage}}, {{Chapitre}}, {{Article}}, {{Lien web}} et/ou {{Bibliographie}}. Le mode d'édition visuel peut mettre en forme automatiquement les références.
- Insérer une infobox (cadre d'informations à droite) n'est pas obligatoire pour parachever la mise en page.

Pour une aide détaillée, merci de consulter Aide:Wikification.
Si vous pensez que ces points ont été résolus, vous pouvez retirer ce bandeau et améliorer la mise en forme d'un autre article.
Pour l’article homonyme, voir Morainville.
Morainville-Jouveaux est une commune française située dans le département de l'Eure, en région Normandie.

## Géographie

### Localisation
Morainville-Jouveaux est une commune de l'Ouest de l'Eure en Normandie. Elle se situe à l'ouest de la région naturelle du Lieuvin.
| Saint-Sylvestre-de-Cormeilles       | Saint-Sylvestre-de-Cormeilles          |         |
| Saint-Pierre-de-Cormeilles Asnières | Morainville-Jouveaux                   | Lieurey |
|                                     | Bailleul-la-Vallée, Fresne-Cauverville | Noards  |

### Hydrographie
La commune est située dans le bassin Seine-Normandie. Elle est drainée par la Rivière d'Angerville,.

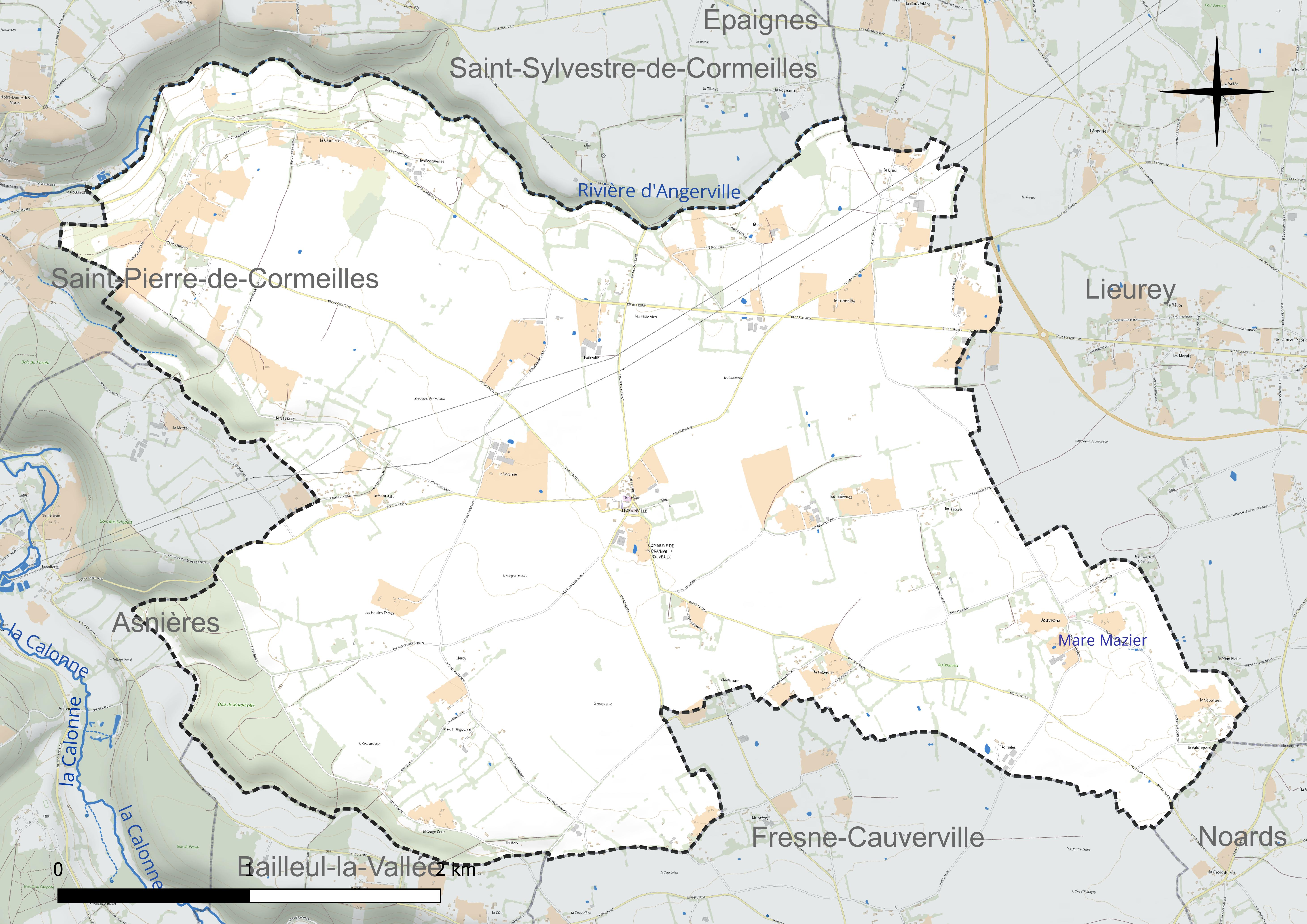
Réseau hydrographique de Morainville-Jouveaux.

Un plan d'eau complète le réseau hydrographique : la mare Mazier (0 ha),.

### Climat
Pour des articles plus généraux, voir Climat de la Normandie et Climat de l'Eure.
En 2010, le climat de la commune est de type climat océanique franc, selon une étude du CNRS s'appuyant sur une série de données couvrant la période 1971-2000. En 2020, Météo-France publie une typologie des climats de la France métropolitaine dans laquelle la commune est exposée à un climat océanique et est dans la région climatique  Côtes de la Manche orientale, caractérisée par un faible ensoleillement (1 550 h/an) ; forte humidité de l’air (plus de 20 h/jour avec humidité relative > 80 % en hiver), vents forts fréquents. Parallèlement le GIEC normand, un groupe régional d’experts sur le climat, différencie quant à lui, dans une étude de 2020, trois grands types de climats pour la région Normandie, nuancés à une échelle plus fine par les facteurs géographiques locaux. La commune est, selon ce zonage, exposée à un « climat contrasté des collines », correspondant au Pays d’Auge, Lieuvin et Roumois, moins directement soumis aux flux océaniques et connaissant toutefois des précipitations assez marquées en raison des reliefs collinaires qui favorisent leur formation.
Pour la période 1971-2000, la température annuelle moyenne est de 10 °C, avec  une amplitude thermique annuelle de 13,1 °C. Le cumul annuel moyen de précipitations est de 868 mm, avec 12,6 jours de précipitations en janvier et 8,9 jours en juillet. Pour la période 1991-2020, la température moyenne annuelle observée sur la station météorologique la plus proche, située sur la commune de Lieurey à 4 km à vol d'oiseau, est de 11,3 °C et le cumul annuel moyen de précipitations est de 893,1 mm,. Pour l'avenir, les paramètres climatiques de la commune estimés pour 2050 selon différents scénarios d’émission de gaz à effet de serre sont consultables sur un site dédié publié par Météo-France en novembre 2022.

## Urbanisme

### Typologie
Au 1er janvier 2024, Morainville-Jouveaux est catégorisée commune rurale à habitat très dispersé, selon la nouvelle grille communale de densité à 7 niveaux définie par l'Insee en 2022.
Elle est située hors unité urbaine et hors attraction des villes,.

### Occupation des sols
L'occupation des sols de la commune, telle qu'elle ressort de la base de données européenne d’occupation biophysique des sols Corine Land Cover (CLC), est marquée par l'importance des territoires agricoles (93,8 % en 2018), une proportion identique à celle de 1990 (93,8 %). La répartition détaillée en 2018 est la suivante : 
terres arables (52,6 %), prairies (39,3 %), forêts (6,2 %), zones agricoles hétérogènes (1,9 %). L'évolution de l’occupation des sols de la commune et de ses infrastructures peut être observée sur les différentes représentations cartographiques du territoire : la carte de Cassini (XVIIIe siècle), la carte d'état-major (1820-1866) et les cartes ou photos aériennes de l'IGN pour la période actuelle (1950 à aujourd'hui).

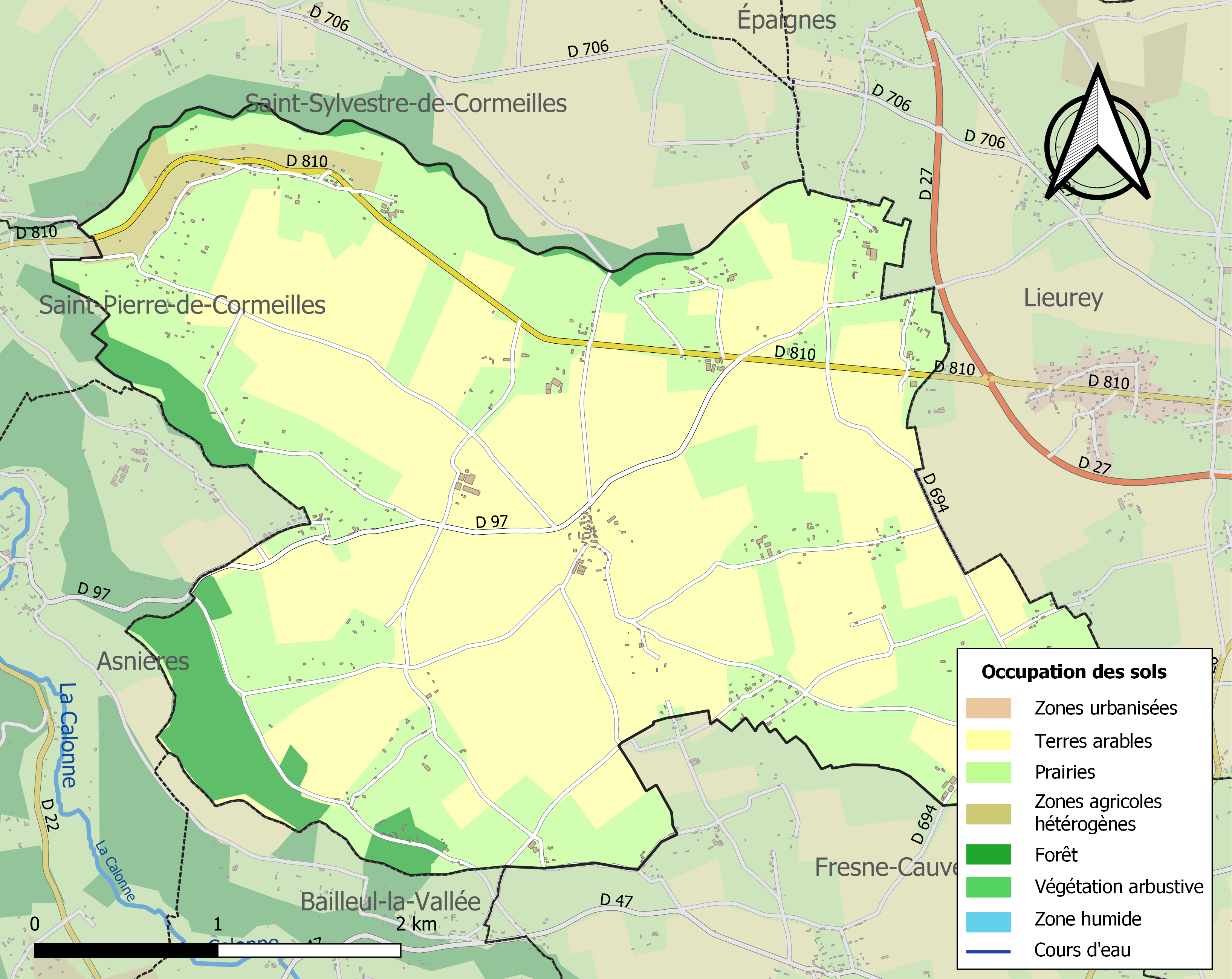
Carte des infrastructures et de l'occupation des sols de la commune en 2018 (CLC).

## Toponymie
Le nom de la localité est attesté sous la forme Morenvilla (reg. Phil. Aug.) en 1210, Morainville la Mansellerie en 1828 (Louis Du Bois).
La « villa de Maurinus », nom de personne latin tardif qui se perpétue dans le nom de famille très répandu Maurin/Morin[réf. nécessaire].
Morainville-près-Lieurey absorbe l'ancienne commune de Jouveaux le 1er janvier 1965, par fusion simple. Morainville-près-Lieurey est renommée Morainville-Jouveaux le 7 décembre 1970.
Jouveaux est attesté sous les formes Joveaus et Jouvelli (p. de Lisieux), puis Jovels.
Lieurey est une commune voisine.

## Histoire

### Moyen Âge
En 1180 : Simon de Morainville rendit compte et paya au trésor royal une somme de 50 livres. En 1182 environ, Hugues d'Arnières fit donation de la moitié du Moulin Chapel à Simon de Morainville en présence de Robert du même nom. En 1210, Robert de Morainville tenait de l'abbaye de Cormeilles un fief de chevalier. En 1315, Hugues de Morainville seigneur de ce lieu donna, en pure aumône, aux religieux de Cormeilles, la moitié des dîmes de la paroisse et le droit de présenter à la cure. Ce fief est depuis lors, jusqu'à la Révolution, resté entre les mains des religieux. En 1320, Morainville, dépendant de la sergenterie de Folleville, comptait 200 feux. En 1350, d'après une présentation faite à Saint-Ouen de Morainville, les religieux de Cormeilles étaient curés primitifs, le curé réel était leur vicaire. En 1348, une épidémie très grave de peste dévasta la France et la Normandie fut profondément affectée (beaucoup plus que par exemple la Picardie, qui est presque épargnée : les Picards voient là une preuve de leur supériorité ; Dieu punit les méchants et préserve les purs). Aux XIVe et XVe, à cheval sur les deux siècles, la guerre de Cent Ans (voir pour Jouveaux, le sieur Godefroi d'Harcourt) a très certainement touché la population de Morainville, au même titre que la peste, ce qui entraîna un repeuplement par un apport extérieur à la Normandie.

### Époque moderne
Aux XVe et XVIe siècles, la Réforme et la Contre-Réforme touchent également Morainville puisqu'en 1685 l'édit de Nantes est révoqué et les manifestations religieuses interdites. À Morainville, les protestants se rassemblent dans les combles d'une demeure située en bordure de la rue Huguenot dans lesquels se trouve toujours un autel de pierre. D’autre part, Charles aux Epaules (fils) embrassa la religion dite réformée et mourut en 1580. Son fils Henri épousa Jeanne de Bours en 1585, une huguenote zélée. Il mourut catholique en 1607.
Sous la Révolution, le désordre régnait sur le canton de Cormeilles comme partout ailleurs. Le commerce se ressentait des agitations de l'époque. On avait beaucoup de difficultés à écouler ses produits. L’absence de petits assignats rendait plus compliquées encore les transactions, et on vit dès cette époque plusieurs fabricants renvoyer leurs ouvriers, faute de ne pouvoir subvenir au paiement de la main d'œuvre. L'un d'entre eux M. Delaunay de Morainville renvoya 500 femmes qu'il employait annuellement à filer le lin. Nous ne pouvons pas affirmer qu'il s'agit du même Delaunay qui était maire de la commune durant ces années. D'autres mesures prises eurent des conséquences parfois fâcheuses. Les marchands devaient faire connaître la quantité de marchandises dont ils étaient nantis. Quelques agriculteurs se soumirent bien aux ordres de la commune mais la majorité persista dans son refus de livrer ses grains au prix fixé. Dès lors, les halles furent insuffisamment approvisionnées et on craignit de se voir en proie aux horreurs de la famine. Beaucoup devinrent suspects, même les plus serviles à qui on reprochait d'être restés fidèles aux nobles. Aussi les prisons s'emplissaient de gens suspectés de sentiments ou d'actions contraires à la Révolution. Ainsi une fille de Morainville fut mise en lieu de sûreté pour avoir proféré des injures contre les prêtres jureurs (ceux qui jurèrent fidélité à la constitution civile du clergé), qui n'étaient en réalité disait-elle « que des cochons qui se grattent et en qui on ne devait pas faire confiance ». Les archives contiennent aussi l'inventaire des biens saisis au titre de biens nationaux de Louis André de Folleville qui a émigré à l'étranger durant ces années troubles et cette liste est assez importante. Là aussi, nous ne pouvons pas affirmer s'il s'agit du même De Folleville, maire jusqu'en 1790.
Depuis l'Empire et jusqu'à nos jours, le village a bien changé comme on peut le constater sur les tableaux suivants :
- la population ne cesse de diminuer passant de 1161 en 1806 à 278 en 1982 Jouveaux compris ;
- l'utilisation des terres a beaucoup changé passant des labours à la prairie permanente entrainant un bouleversement des professions ;
- tous les métiers liés au textile ont entièrement disparu. Il faut savoir qu'à Morainville on fabriquait, pour le compte du château des Champs et celui de Lieurey, des passements[22] et des aubertines[23]. Il faut toutefois nuancer le nombre de tisserands car certains devaient exercer à temps partiel ;
- au niveau des commerces en 1856, on comptait 6 boulangers, 5 bouchers, 9 épiciers, 4 crémiers, 11 cafetiers alors que le dernier café tabac épicerie a fermé en 1985 ;
- le chemin de fer de Cormeilles à Glos-Montfort qui passait dans le vallon entre Morainville[24] et Saint-Sylvestre-de-Cormeilles a fermé en 1946. La convention publiée au Journal officiel du 19 avril 1903 prévoyait une halte[25] à Morainville.

Après la Seconde Guerre mondiale, le remembrement a profondément altéré l'ancien paysage de bocage, en augmentant la taille des parcelles, et en supprimant de nombreux chemins et haies.
Une maison de l'association Les Enfants de la Terre se trouve à Morainville-Jouveaux.

### Les fiefs

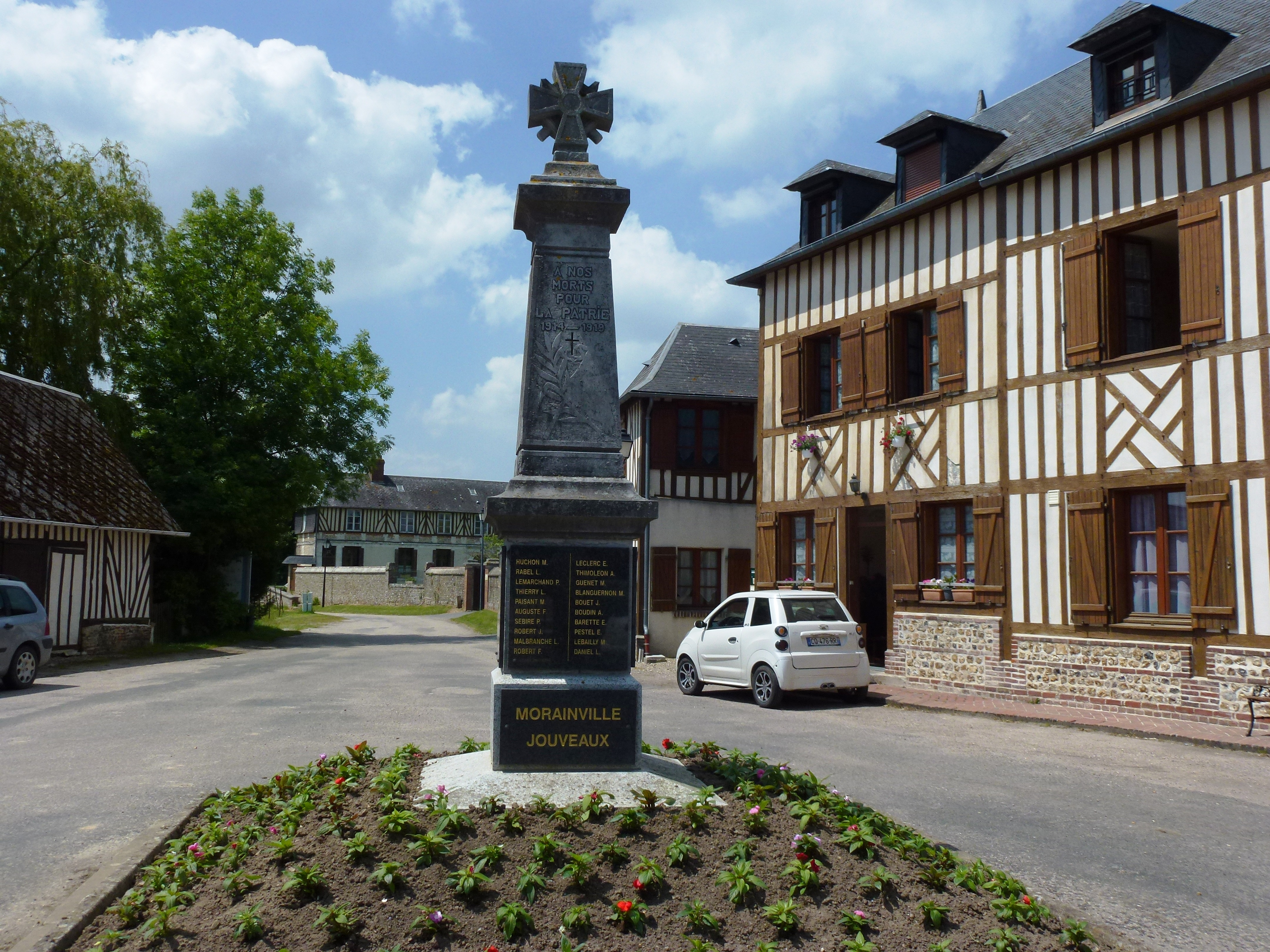
Monument aux morts.

Les fiefs de Morainville étaient au nombre de 14, le plus important étant les Mortiers. Les autres sont :
Blangy, la Boissière, les Bosqueries, le Breuil, les Castelliers, la Fauverie, Folleville, les Hautes Terres, Les Louveries, Montaigu, Rougecourt, le Saussay, la Varende.

#### Les Mortiers
1315. Hugues de Morainville donna le patronage de cette paroisse à l'abbaye de Cormeilles.
1334. Jehan de Morainville est cité dans plusieurs jugements.
1356. Joachim de Morainville rendit aveu à l'abbaye de Cormeilles du noble fief de la Mare des Mortiers, à cause duquel il avait droit de cour usage et droits honoraires en l'église de Morainville, à cause du patronage aumôné par ses prédécesseurs.
1374. Robin de Morainville remplace Joachim.

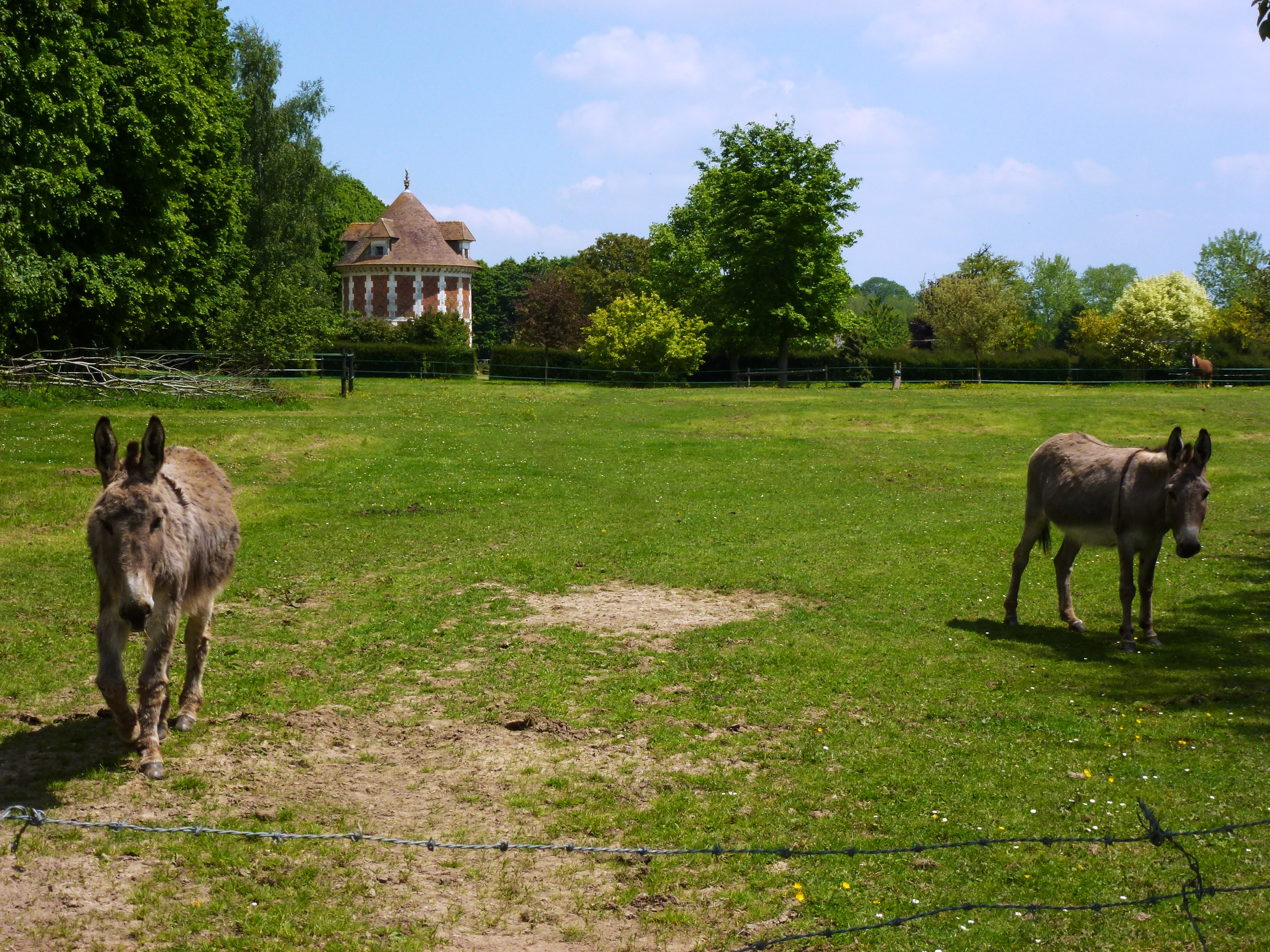
Ânes et colombier.

1405. Jean de Morainville IIe du nom vendit le fief à Richard Gasset le 1er mai. Jean Gosset ayant refusé de se soumettre aux Anglais, l'office de la sergenterie de Préau qu'il tenait fut accordé le 4 octobre 1422 à Robin Piedelièvre, bourgeois de Cormeilles.
1435. Jean Gosset donna aveu pour le fief des Mortiers.
1463. Nicolas et Jean Gosset furent trouvés nobles par Montfaurt.
1470. Les deux frères se présentèrent à la montre de Beaumont pour faire le service pour eux deux, fut “prins” Jean Gosset en homme d'armes avec 2 archers 1 coustellier et 1 page, suffisamment montés et armés.
1497. Nicolas Gasset rendit aveu pour les Mortiers et, l'année suivante, il maria sa fille, Anne dame de Lieurey et de La Tillaye, avec Charles aux Épaules, seigneur de Sainte-Marie.
1545. Charles aux Épaules rendit aveu pour ce fief. Celui-ci laissa deux fils, Nicolas et Charles aux Épaules ; ce dernier épousa Françoise de Mouchy ; il embrassa la religion dite réformée et mourut vers 1580.
1585. Henri Robert aux Épaules, son fils, épousa Jeanne de Bours dont il eut 3 filles : Suzanne, Jeanne et Judith.

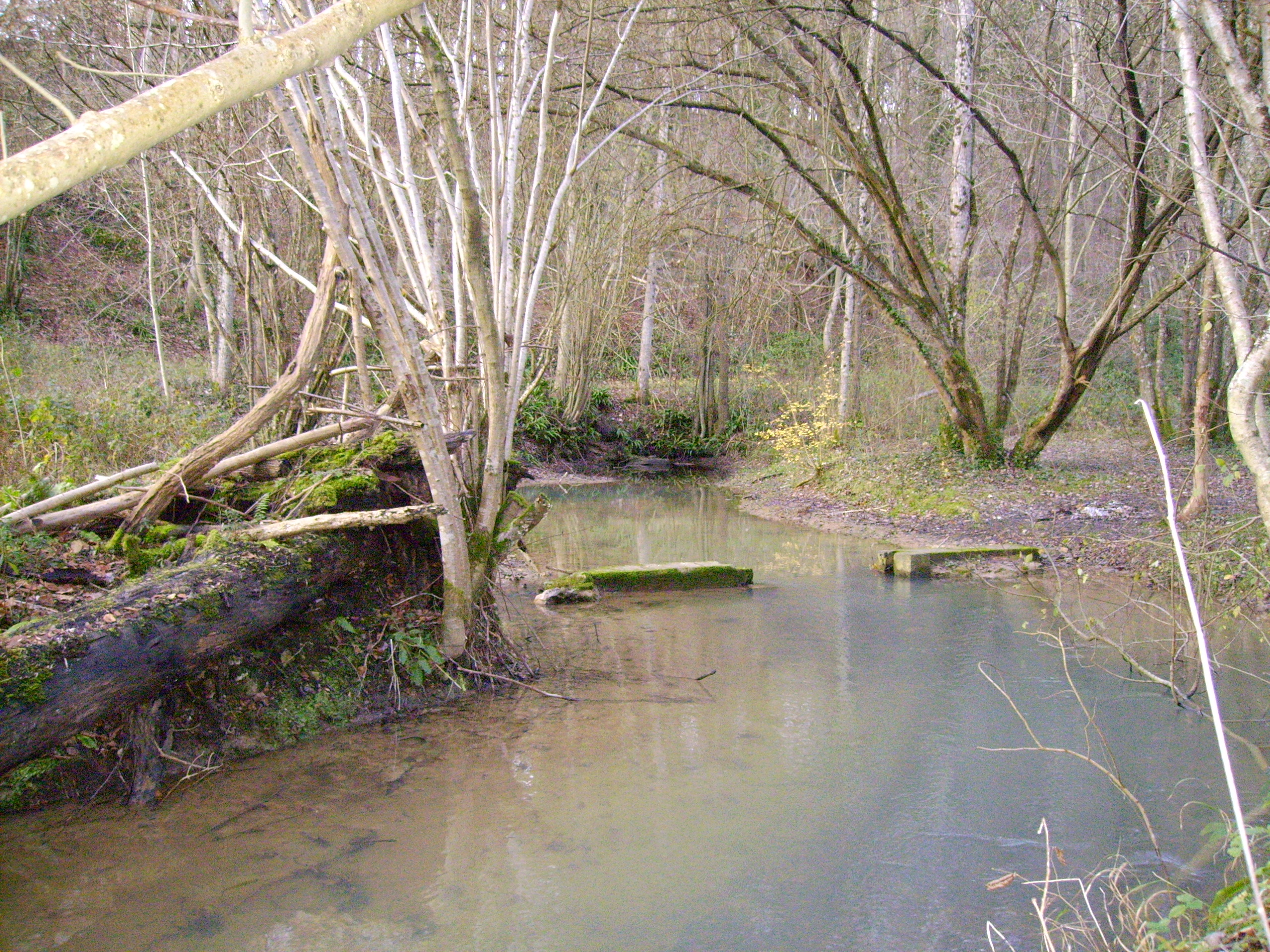
Source de la Rivière d'Angerville.

1607. Judith aux Épaules épousa Jacques du Fay auquel elle porta les Mortiers.
1660. Robert du Fay, fils de Jacques du Fay, vendit le fief à Jacques Pecqueult.
1690. Pierre Pecqueult fit donation entre vifs du fief des Mortiers à Me Pierre Le Roy qui, dans un acte de 1700, prend le titre de sieur des Mortiers, patron honoraire de Morainville. Il eut 2 fils, Jacques et Louis Le Roy.
1740. Jacques Le Roy jouissait du fief et il est dit seigneur des Mortiers en 1752 et mourut en 1769 sans enfants.
1770. Louis Le Roy, sieur de la Mancellerie, succéda à son frère et bientôt fit sommation au curé de Morainville de lui rendre les honneurs dus au patron.
1777. Jean Alexandre de Varin acheta les Mortiers à Pierre Alexandre Le Roy. Il fut le dernier seigneur des Mortiers et mourut en 1809.
1847. Mme Varin veuve Tesserant vendit la propriété à Georges Schupman.
1871. Pierre Hébert devint propriétaire des lieux.

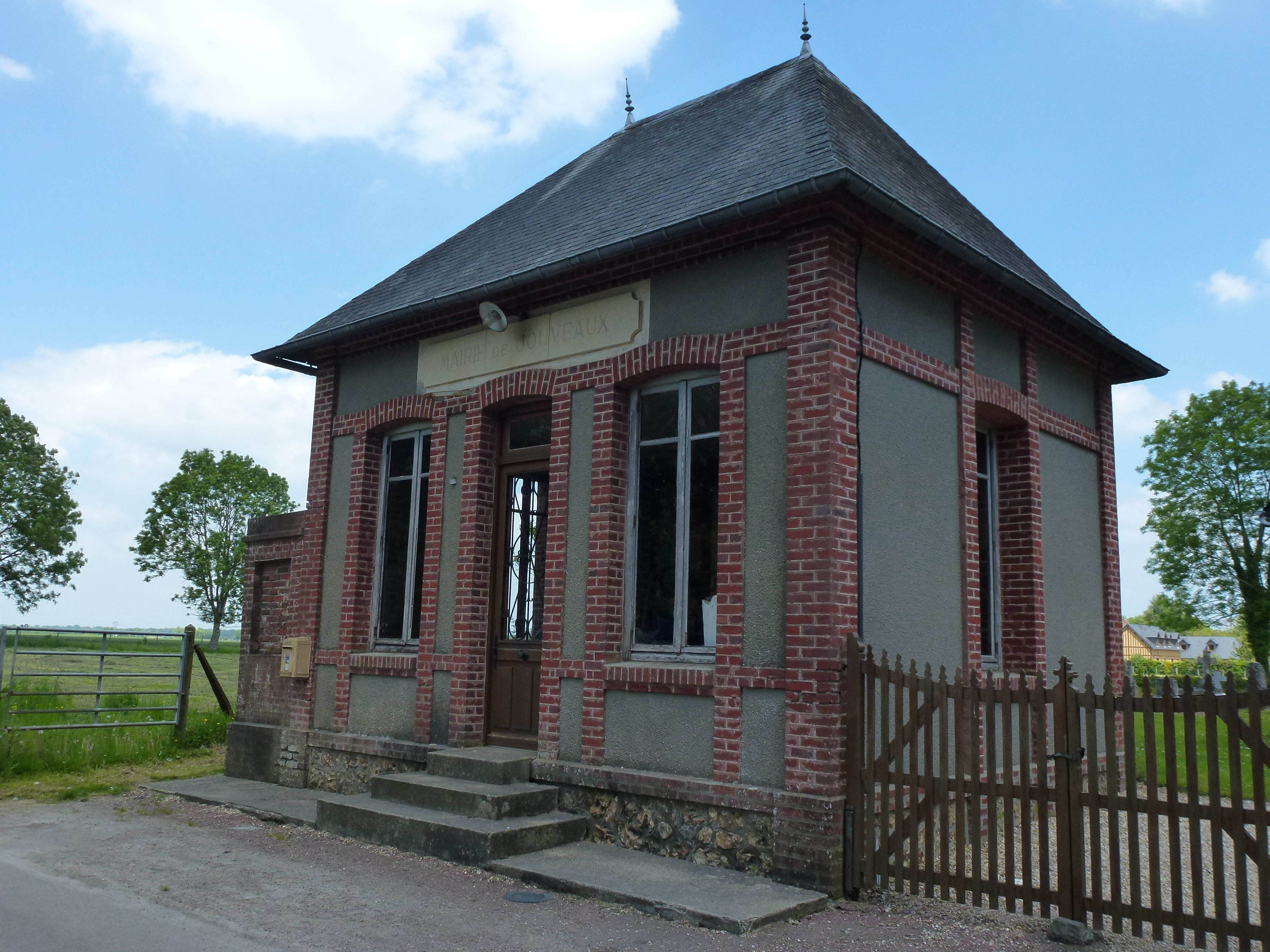
Ancienne mairie de Jouveaux.

1888. Émile Albert Lepelletier, maire de Morainville, prit possession des Mortiers.
Émile Lepelletier, qui mourut le 16 mars 1929, dans sa 71e année, fit trois testaments en 1928, le premier au bénéfice de la commune et le dernier en date au bénéfice de l'hôpital de Pont-Audemer qui fut propriétaire du château de 1929 à 1985.
Le dernier acquéreur, un particulier, a entrepris sa restauration à partir de 1985 et a poursuivi après un incendie survenu le 17 janvier 1999.

#### Jouveaux

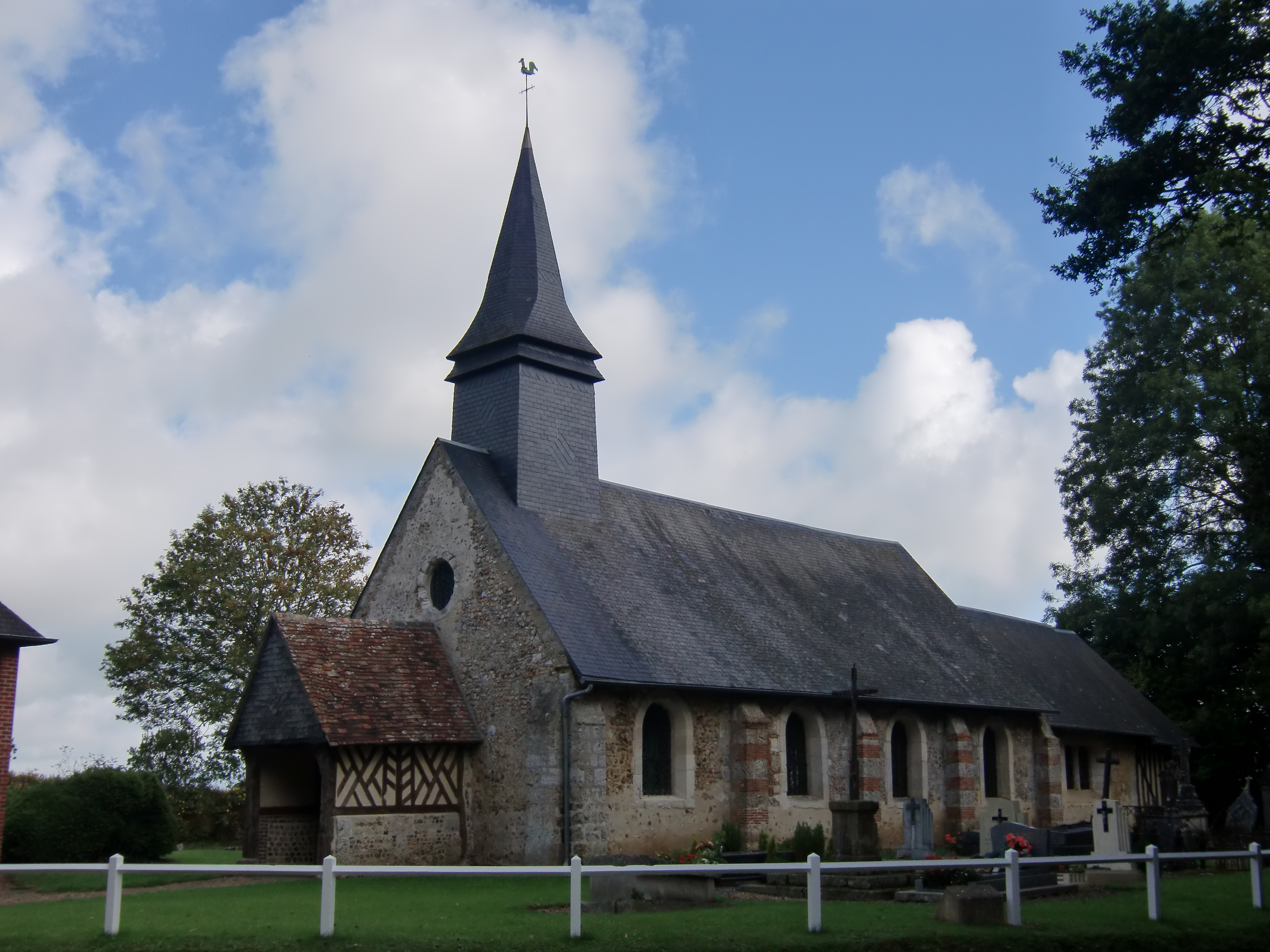
Église de Jouveaux.

Jouveaux remonte aux temps mérovingiens et la paroisse est dédiée à saint Germain d'Auxerre. Les seigneurs en étaient les patrons.
1184. Le mobilier d'Hélie de Jouveaux et de son frère Robert, en fuite à cause de la mort de G. Corol, fut vendu et produisit au trésor 25s 4d.
1190. Guillaume de Bailleul, en donnant au Bec son moulin de Cauquinvilliers y joignit deux vavasseurs libres à Jouveaux (un vavasseur est un vassal d'un autre vassal).
1271. L'abbaye du Bec fit l'acquisition d'une rente de 6d sur le fief de T. Cotterel sis à Jouveaux et en 1293 de 15d de rente sur des héritages situés dans la paroisse.
1300. Les habitants de Jouveaux se rachètent envers le Bec du droit de gerbage par 40s de rente.
1320. Jouveaux compte 92 feux.
1344. Supplice de Guillaume Bacon, seigneur de Jouveaux qui paie ainsi chèrement sa complicité avec Godefroy d'Harcourt. Tout ceci amène à penser que les plaies de cette guerre dont il a été parlé au sujet de Morainville ont dû être vives dans la région.

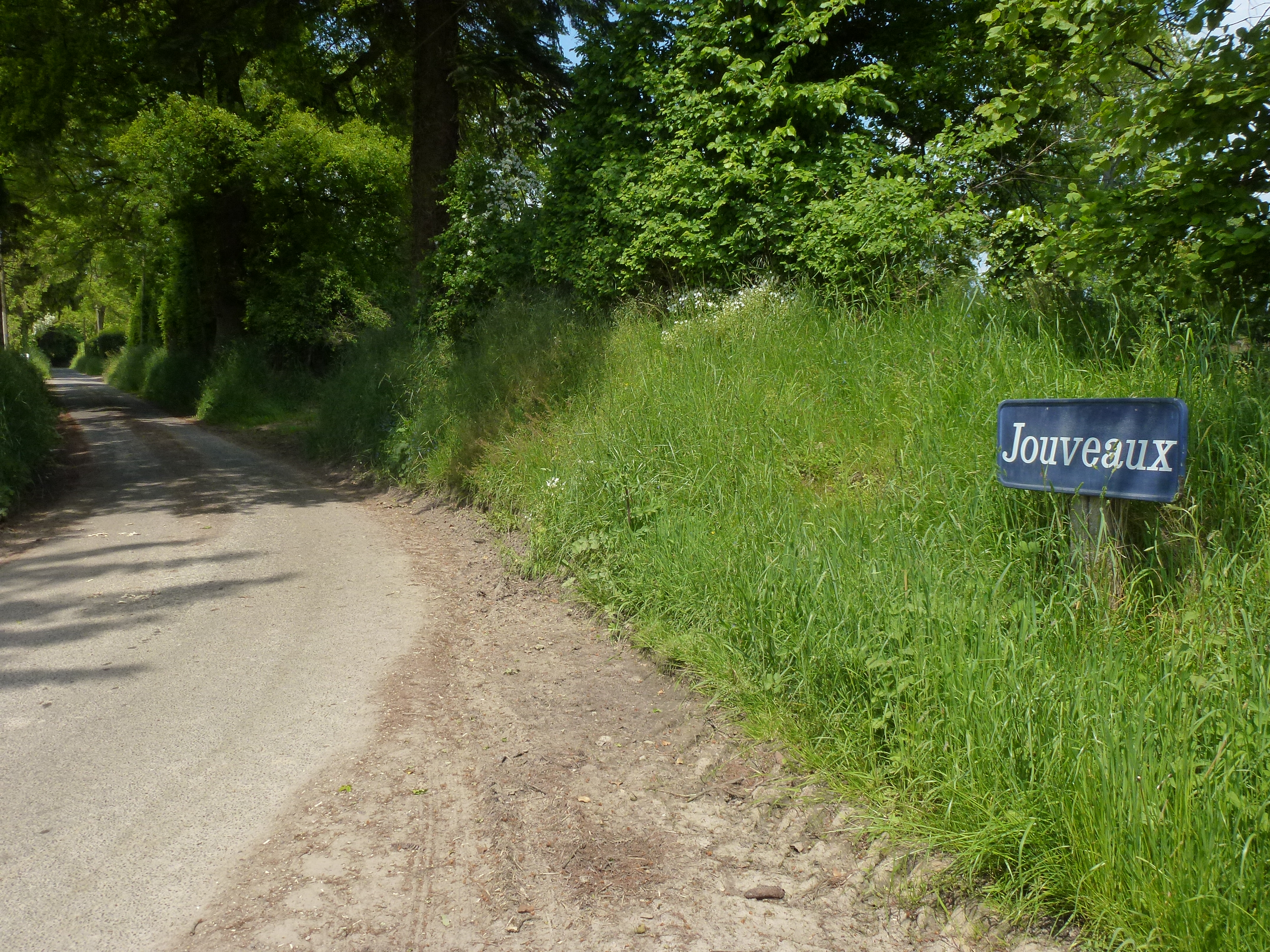
Entrée de Jouveaux.

1350. Roger Bacon, seigneur de Molay, devient patron de Jouveaux.
1376. Jeanne Bacon, veuve de Jean de Luxembourg depuis 1370, donna les fiefs aux moines de Saint-Évroult avec le patronage de l'église et de ses dépendances.
1509. Guillaume de Hally seigneur de Jouveaux fut anobli.
En 1577, dans un montage financier est cité Martin Hally, seigneur des Jouveaux.
1667. Alexandre de Hely maintenu de noblesse.
1681. Philippe de Hally seigneur de Jouveaux.
1683. Christophe de Hally remplace Philippe.
1729. Inhumation de Gabriel d'Auge, fils de Louis de Halley, il avait eu Jouveaux par sa mère.
1726. Jacques de Parfouru épouse Madeleine d'Auge, héritière en partie de Gabriel. Une sœur de Madeleine, Anne d'Auge, avait épousé Jean Le Neveu.
1765. Jean-François Le Neveu est qualifié seigneur et patron de Jouveaux.
Les fiefs de Jouveaux sont : l'Épine, les Malorties, le Thuiley.

## Politique et administration
| Période                                  | Période    | Identité                              | Étiquette | Qualité                                                  |
| ---------------------------------------- | ---------- | ------------------------------------- | --------- | -------------------------------------------------------- |
| Les données manquantes sont à compléter. |            |                                       |           |                                                          |
| avant 1790                               | 1790       | de Folleville                         |           | maire de Morainville-près-Lieurey                        |
| 1790                                     | an VIII    | Jean André Delaunay                   |           | maire de Morainville-près-Lieurey                        |
| an VIII                                  | 1816       | Devavrin                              |           | maire de Morainville-près-Lieurey                        |
| 1816                                     | après 1819 | François Jacques Léonard de Mallortie |           | maire de Morainville-près-Lieurey                        |
| après 1819                               | 1832       | Louis François Guettier               |           | maire de Morainville-près-Lieurey                        |
| 1832                                     | 1839       | Jean Cauvin                           |           | maire de Morainville-près-Lieurey                        |
| 1839                                     | 1848       | Laurent Perdrix                       |           | maire de Morainville-près-Lieurey                        |
| 1848                                     | 1857       | Magloire Malbranche                   |           | maire de Morainville-près-Lieurey                        |
| 1857                                     | 1863       | Jean Pierre Toutain                   |           | maire de Morainville-près-Lieurey                        |
| 1863                                     | 1870       | Pierre Adrien Loisnel                 |           | maire de Morainville-près-Lieurey                        |
| 1870                                     | 1918       | Émile Lepelletier                     |           | maire de Morainville-près-Lieurey                        |
| 1918                                     | 1924       | Robert Toutain                        |           | maire de Morainville (1918-1919 : délégué municipal)     |
| 1924                                     | 1929       | Frédéric Lepellissier                 |           | maire de Morainville-près-Lieurey                        |
| 1929                                     | 1934       | Alphonse Viot                         |           | maire de Morainville-près-Lieurey                        |
| 1934                                     | 1954       | Noël Benoist                          |           | maire de Morainville-près-Lieurey                        |
| en l'an X                                |            | Lenormand                             |           | maire de Jouveaux                                        |
| 181.                                     | 1832       | (de) Parfourru                        |           | maire de Jouveaux                                        |
| 1832                                     | 1852       | Armand Casimir Lemonier               |           | maire de Jouveaux                                        |
| 1852                                     | 1857       | Emmanuel de Bonnechose                |           | maire de Jouveaux                                        |
| 1857                                     | 1868       | Jean Pierre Martin                    |           | maire de Jouveaux                                        |
| 1868                                     | 1870       | Charles Germain Tassel                |           | maire de Jouveaux                                        |
| 1870                                     | 1876       | Louis Désir Dulong                    |           | maire de Jouveaux                                        |
| 1876                                     | 1908       | Jules Pepin                           |           | maire de Jouveaux                                        |
| 1908                                     | 1917       | Le Poytevin du Moutier                |           | maire de Jouveaux                                        |
| 1917                                     | 1919       | Victor Morlet                         |           | maire de Jouveaux                                        |
| 1919                                     | 1964       | Gaston Louis Octave Vavasseur         |           | maire de Jouveaux                                        |
| 1954                                     | 1989 ?     | Jean-Marie Lepellissier               |           | maire de Morainville puis (1965) de Morainville-Jouveaux |
| 1989                                     | 2001       | Roland Enos                           |           | maire de Morainville-Jouveaux                            |
| mars 2001                                | En cours   | Jacques Enos                          | DVD       | Agriculteur                                              |

En 1996 est créée la communauté de communes du canton de Cormeilles, dont Morainville-Jouveaux est membre. Après vingt ans, cette intercommunalité fusionne avec deux autres, donnant naissance en 2017 à la communauté de communes Lieuvin Pays d'Auge.
La commune n'étant pas dotée de document d'urbanisme (carte communale ou plan local d'urbanisme), elle est régie par le règlement national d'urbanisme et les demandes qui en relèvent sont instruites par le site de Pont-Audemer de la direction départementale des territoires et de la mer de l'Eure.

## Démographie
L'évolution du nombre d'habitants est connue à travers les recensements de la population effectués dans la commune depuis 1793. Pour les communes de moins de 10 000 habitants, une enquête de recensement portant sur toute la population est réalisée tous les cinq ans, les populations de référence des années intermédiaires étant quant à elles estimées par interpolation ou extrapolation. Pour la commune, le premier recensement exhaustif entrant dans le cadre du nouveau dispositif a été réalisé en 2005.

En 2022, la commune comptait 372 habitants, en évolution de +0,27 % par rapport à 2016 (Eure : −0,25 %, France hors Mayotte : +2,11 %).
| 1793  | 1800  | 1806  | 1821  | 1831  | 1836  | 1841 | 1846 | 1851 |
| ----- | ----- | ----- | ----- | ----- | ----- | ---- | ---- | ---- |
| 1 032 | 1 165 | 1 182 | 1 092 | 1 067 | 1 024 | 988  | 868  | 942  |

| 1856 | 1861 | 1866 | 1872 | 1876 | 1881 | 1886 | 1891 | 1896 |
| ---- | ---- | ---- | ---- | ---- | ---- | ---- | ---- | ---- |
| 850  | 800  | 825  | 740  | 658  | 602  | 570  | 553  | 510  |

| 1901 | 1906 | 1911 | 1921 | 1926 | 1931 | 1936 | 1946 | 1954 |
| ---- | ---- | ---- | ---- | ---- | ---- | ---- | ---- | ---- |
| 517  | 462  | 478  | 424  | 444  | 446  | 430  | 432  | 400  |

| 1962 | 1968 | 1975 | 1982 | 1990 | 1999 | 2005 | 2006 | 2010 |
| ---- | ---- | ---- | ---- | ---- | ---- | ---- | ---- | ---- |
| 389  | 393  | 331  | 278  | 301  | 363  | 357  | 360  | 380  |

| 2015 | 2020 | 2022 | - | - | - | - | - | - |
| ---- | ---- | ---- | - | - | - | - | - | - |
| 375  | 368  | 372  | - | - | - | - | - | - |

## Culture locale et patrimoine
Morainville-Jouveaux, comme de nombreuses autres communes normandes, compte une confrérie de charité.

### Lieux et monuments
Morainville-Jouveaux compte plusieurs monuments inscrits à l'inventaire général du patrimoine culturel : 
- l'église Saint-Germain-l'Auxerrois (XIIe, XVIIe et XVIIIe) au lieu-dit Jouveaux[35] ;
- l'église Saint-Ouen, des XIIe et XIVe siècles  Site inscrit (1933)[36] ; le tableau du retable, représentant la Résurrection du Christ, fut offert par Rose Daniel de Grangues, veuve de Charles de Larcher de Dreux (mariés le 17 février 1819 à Morainville-Jouveaux) ; vestiges de litre funéraire[37] sous le porche ; harmonium Dumont-Lelièvre[38] ;
- une croix du XIXe siècle dans le cimetière  Site inscrit (1933) de l'église Saint-Ouen[39] ;
- le château des Mortiers  Site inscrit (1933) du XVIIe siècle[40]
- le presbytère (XVIIIe) au lieu-dit Jouveaux[41] ;
- deux châteaux : un du XVIIIe siècle au lieu-dit Jouveaux[42],[43] et un disparu, qui remontait à 1610, au lieu-dit la Cannerie[44] dont subsiste un colombier ;
- un manoir du XVIe, du XVIIIe et du XIXe siècle au lieu-dit la Varenne[45] ;
- un manoir, ferme du XVIIIe et du XIXe siècle au lieu-dit les Hautes Terres[46] ;
- une maison du XVIIIe siècle au lieu-dit Folleville[47] ;
- une ferme du XVIIIe siècle au lieu-dit la Valdorgère[48].

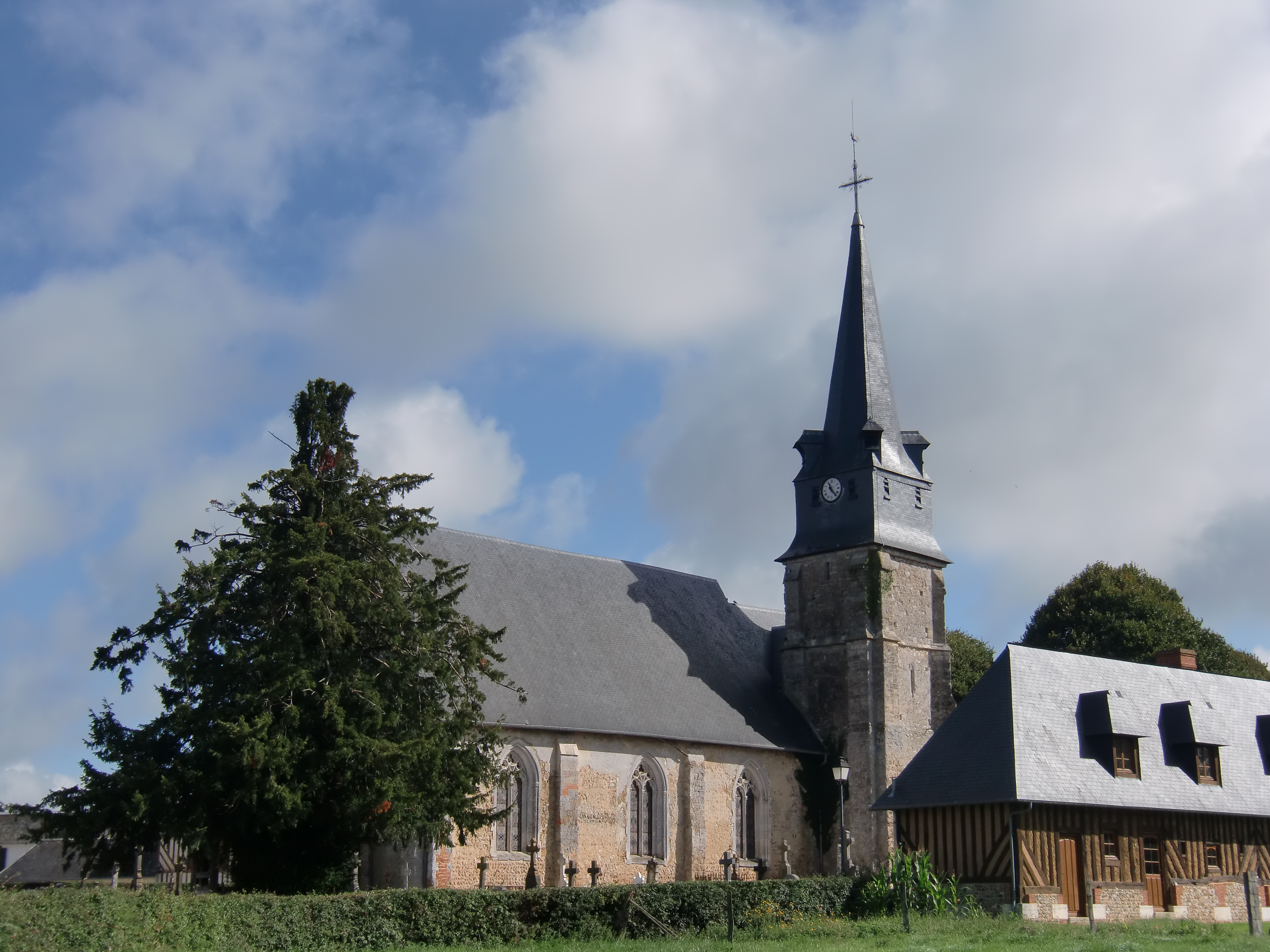
L'église Saint-Ouen de Morainville.
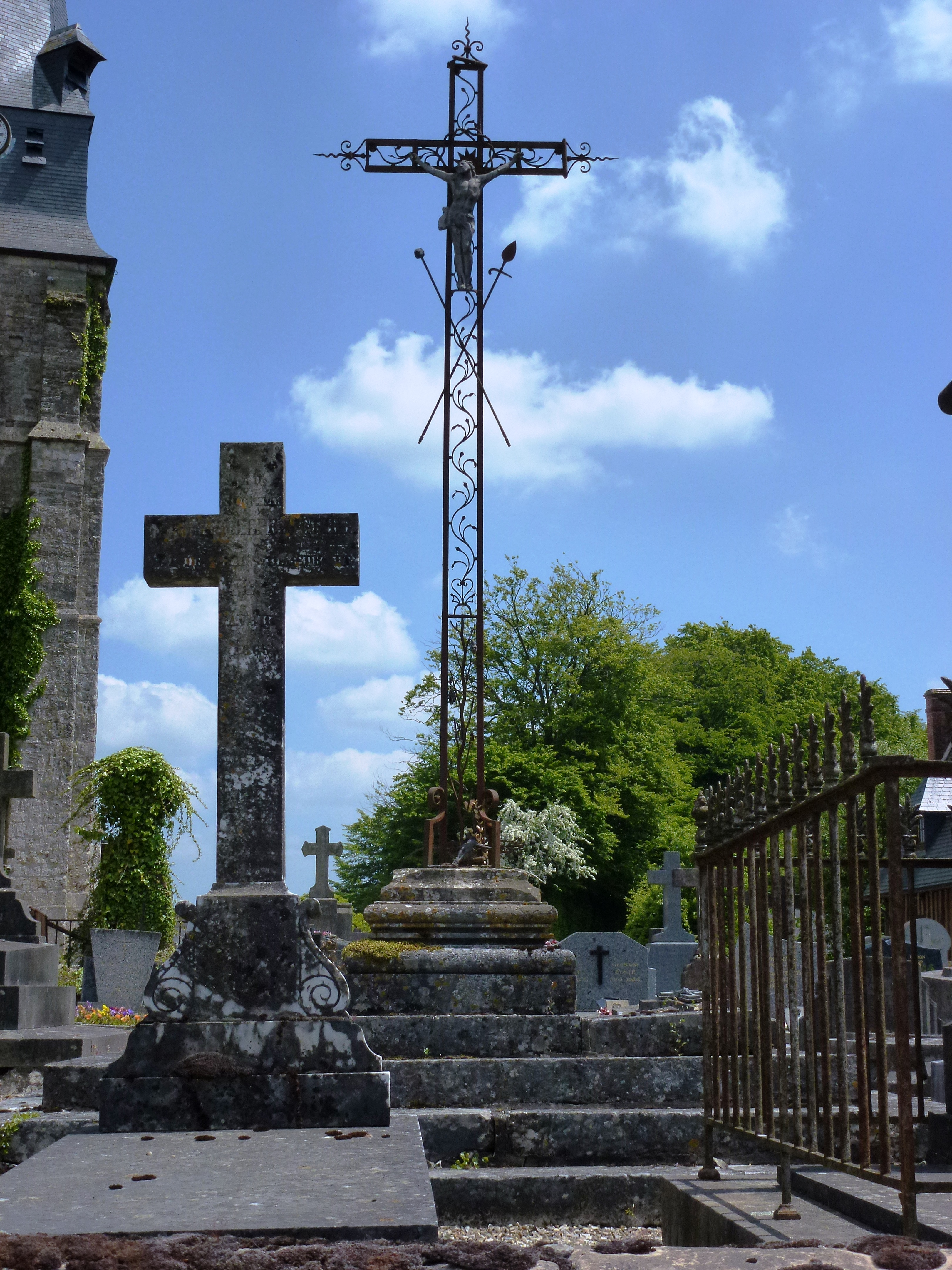
Croix de cimetière.
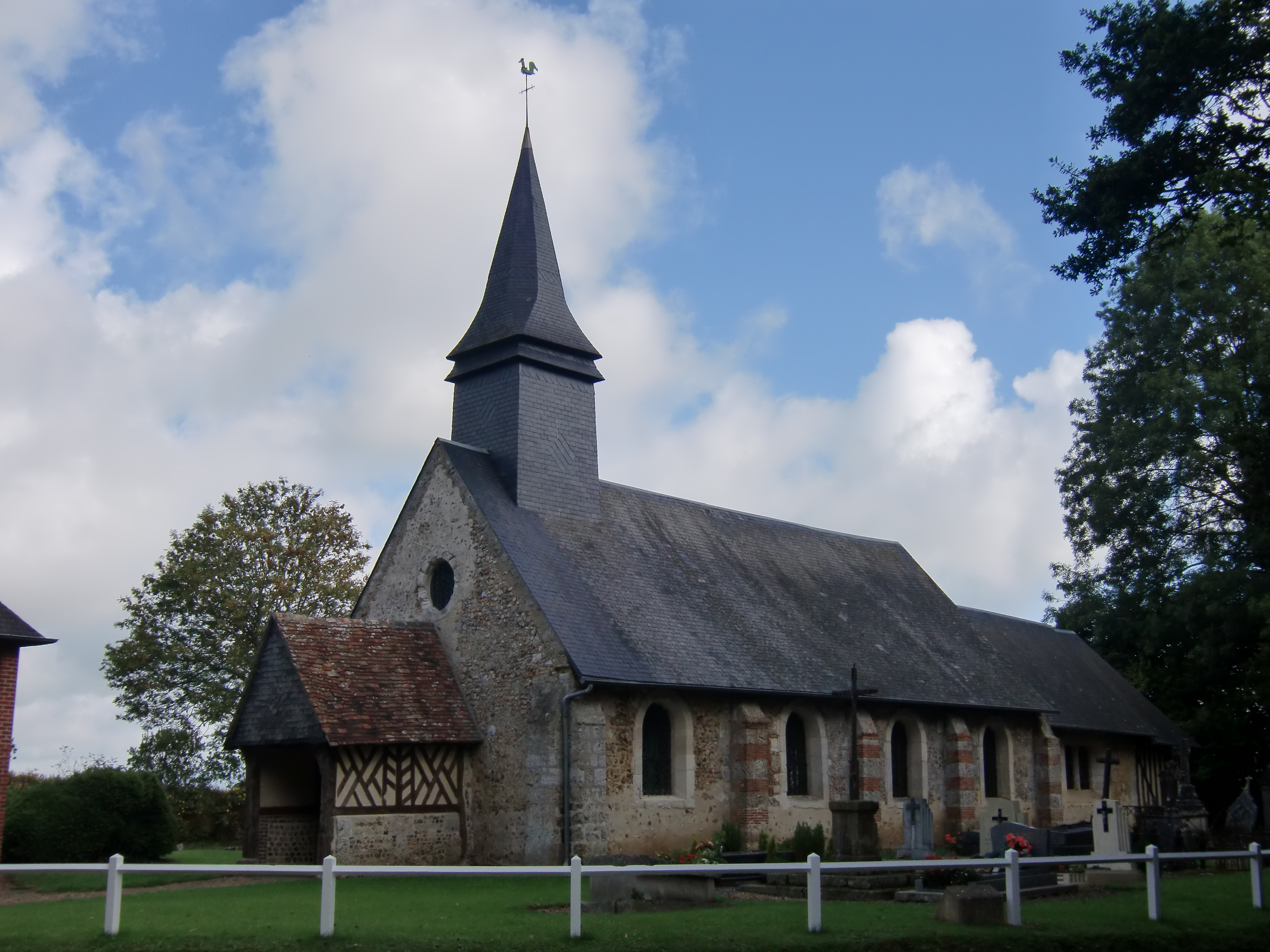
L'église Saint-Germain-l'Auxerrois de Jouveaux.
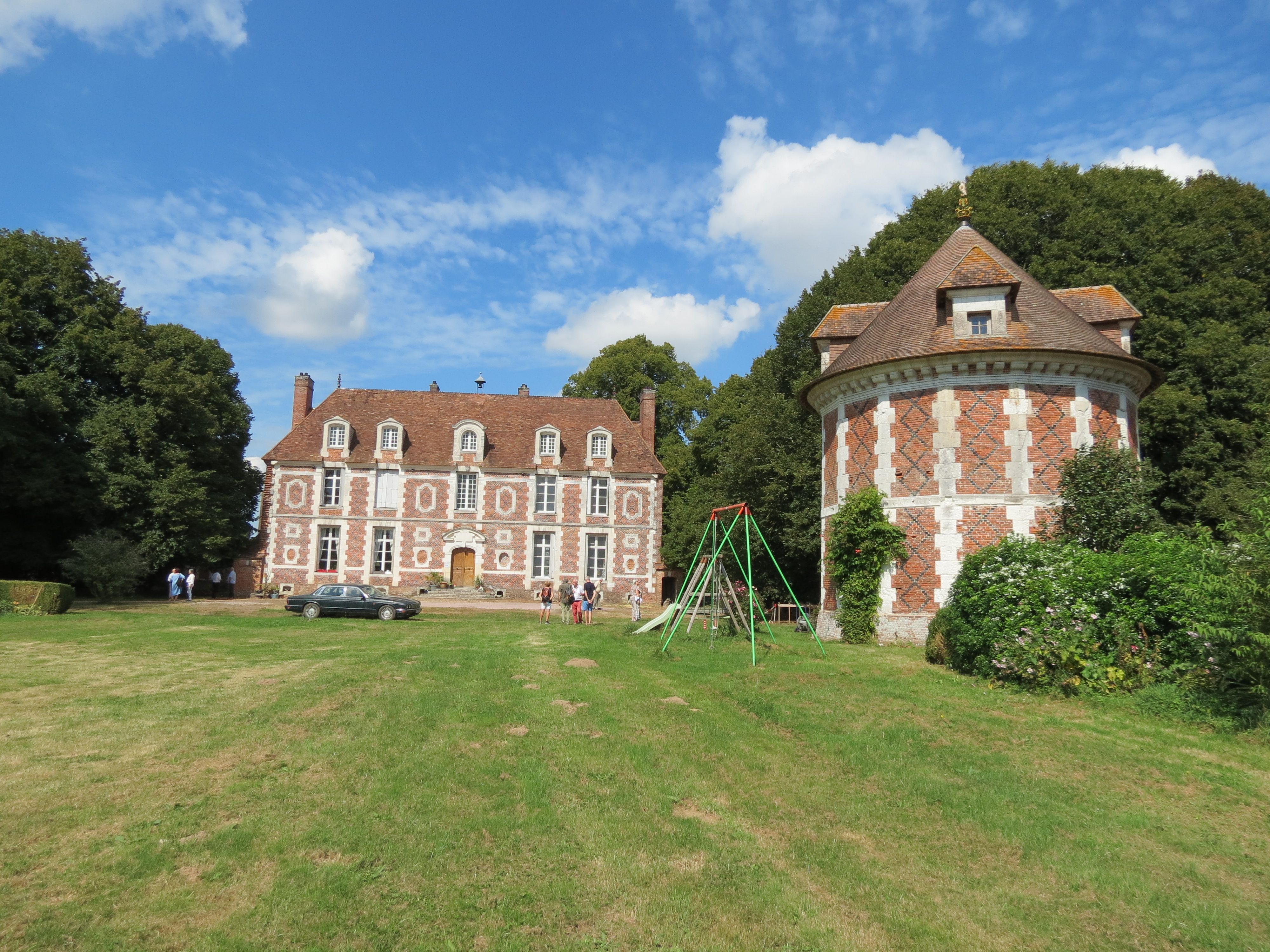
Le château des Mortiers.

### Patrimoine naturel

#### Natura 2000
- Site Natura 2000 « Le haut-bassin de la Calonne »[49].

#### ZNIEFF de type 1
- ZNIEFF 230031091 - les fauveries[50].

#### ZNIEFF de type 2
- ZNIEFF 230009183 - La haute vallée de la Calonne[51].

#### Site inscrit
- L'église [Saint-Ouen], le cimetière, les allées du château [des Mortiers][52],  Site inscrit (1933).

### Personnalités liées à la commune
- Louis de Hally (tué en 1678), officier de la Marine de Louis XIV, auteur d'une relation manuscrite d'un voyage en Guinée en 1670-1671. Un cénotaphe en marbre visible dans l'église de Jouveaux retrace sa biographie[53] ;
- Louis Jean André de Folleville (1765-1842), magistrat et homme politique né à Morainville ;
- Edmonde Charles-Roux (1920-2016), femme de lettres, avait une maison à Morainville, où elle termina en 1966 d'écrire son roman Oublier Palerme, prix Goncourt en 1966.